# Fascia (Italië)
Fascia is een gemeente in de Italiaanse provincie Genua (regio Ligurië) en telt 91 inwoners (31-12-2013). De oppervlakte bedraagt 11,0 km², de bevolkingsdichtheid is 8 inwoners per km².
De volgende frazioni maken deel uit van de gemeente: Carpeneto, Cassingheno.

## Demografie
Fascia telt ongeveer 96 huishoudens. Het aantal inwoners daalde in de periode 1991-2001 met 11,6% volgens cijfers uit de tienjaarlijkse volkstellingen van ISTAT.
| Jaar | Inwoneraantal |
| ---- | ------------- |
| 1991 | 138           |
| 2001 | 122           |
| 2004 | 116           |
| 2013 | 92            |

## Geografie
De gemeente ligt op ongeveer 900 m boven zeeniveau.
Fascia grenst aan de volgende gemeenten: Carrega Ligure (AL), Fontanigorda, Gorreto, Montebruno, Propata, Rondanina, Rovegno.

## Galerij

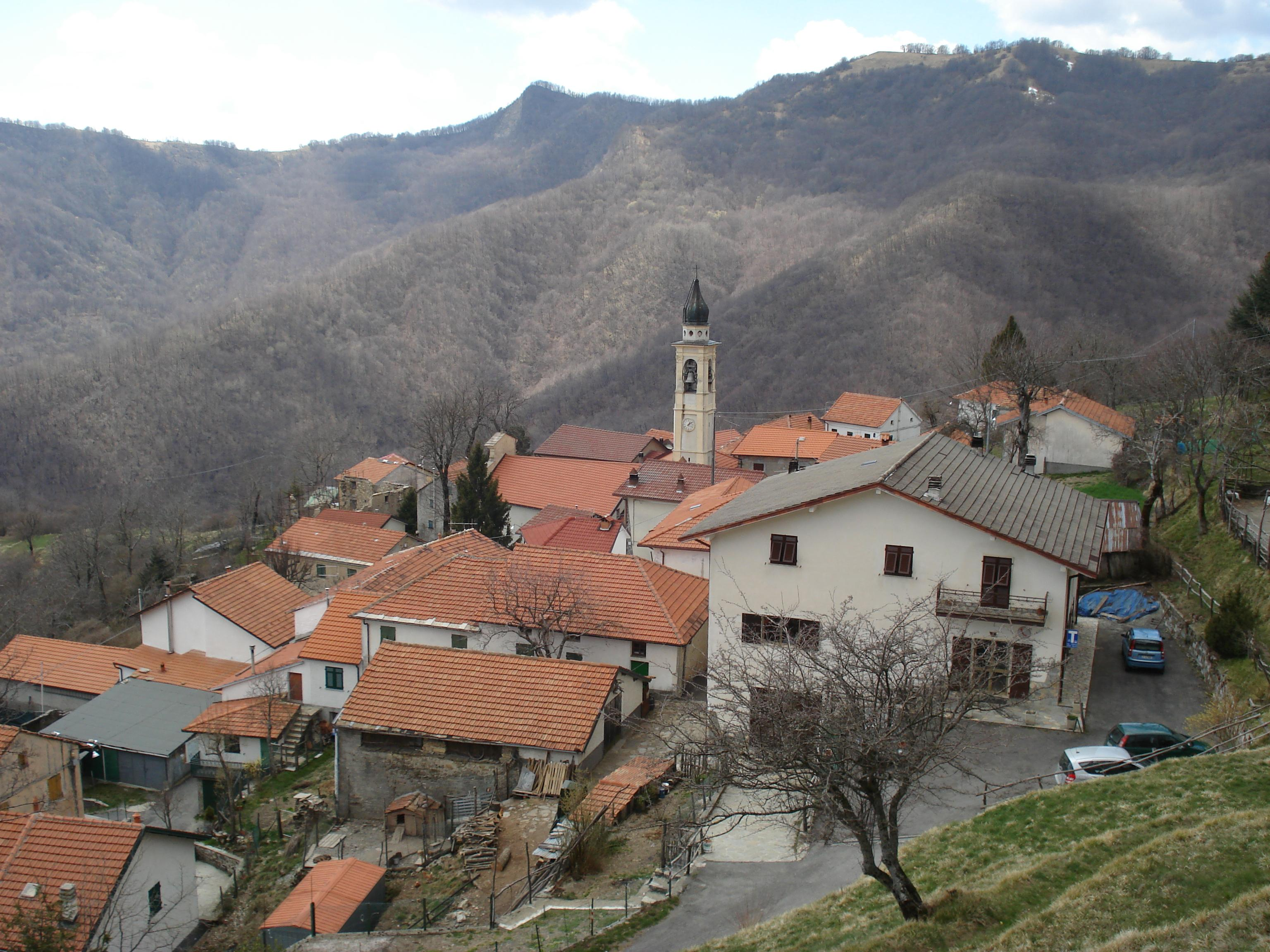
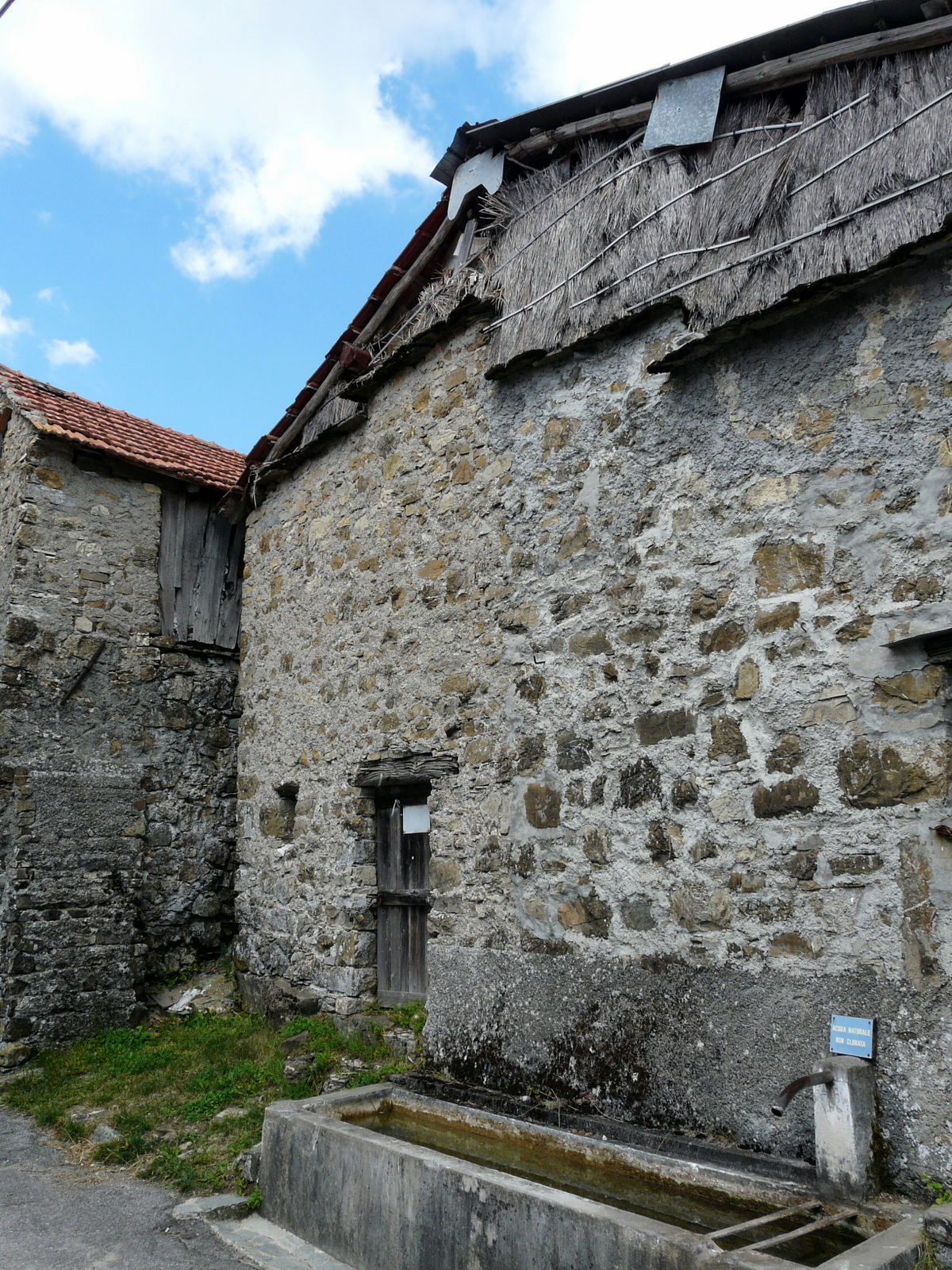
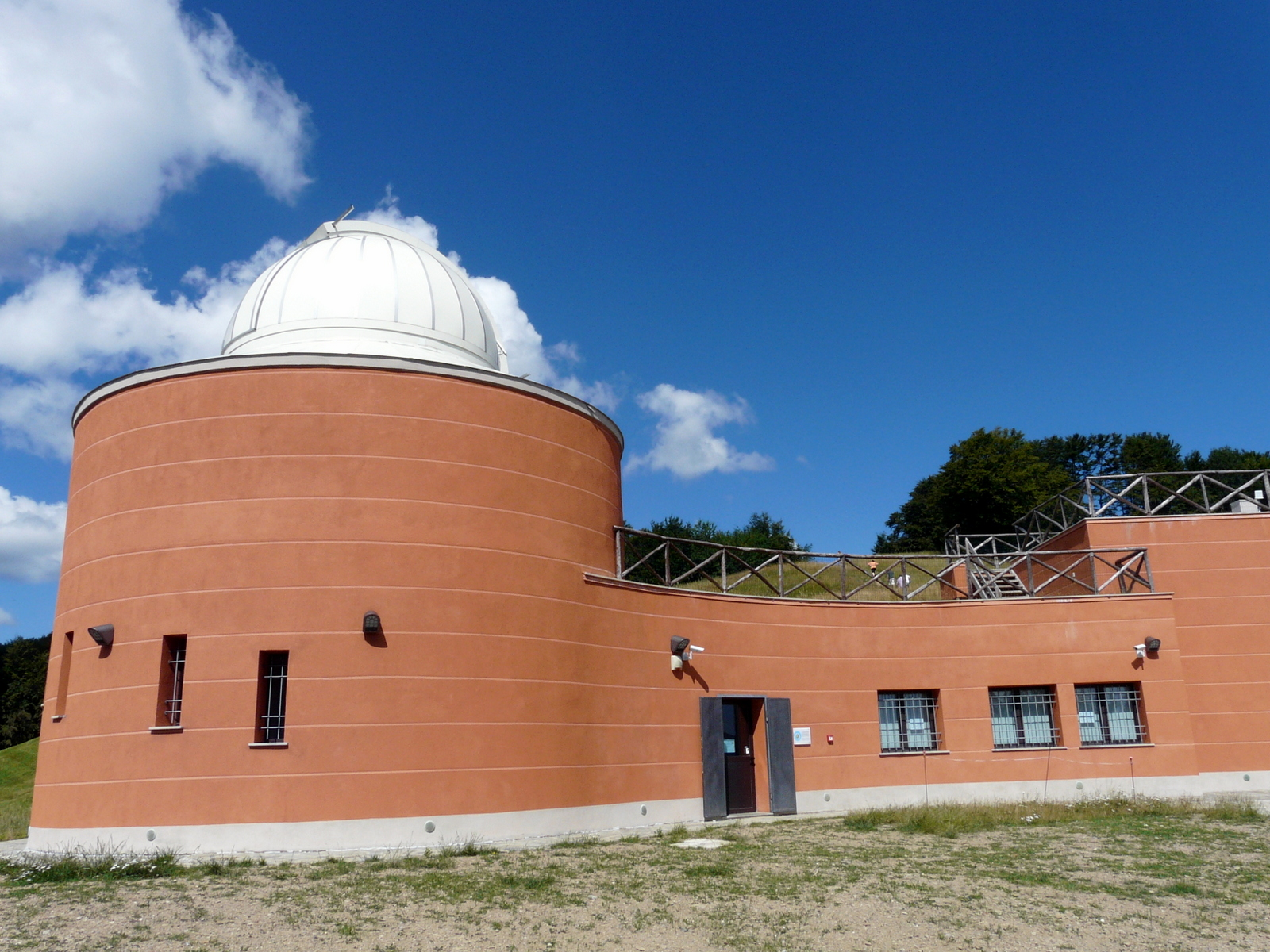
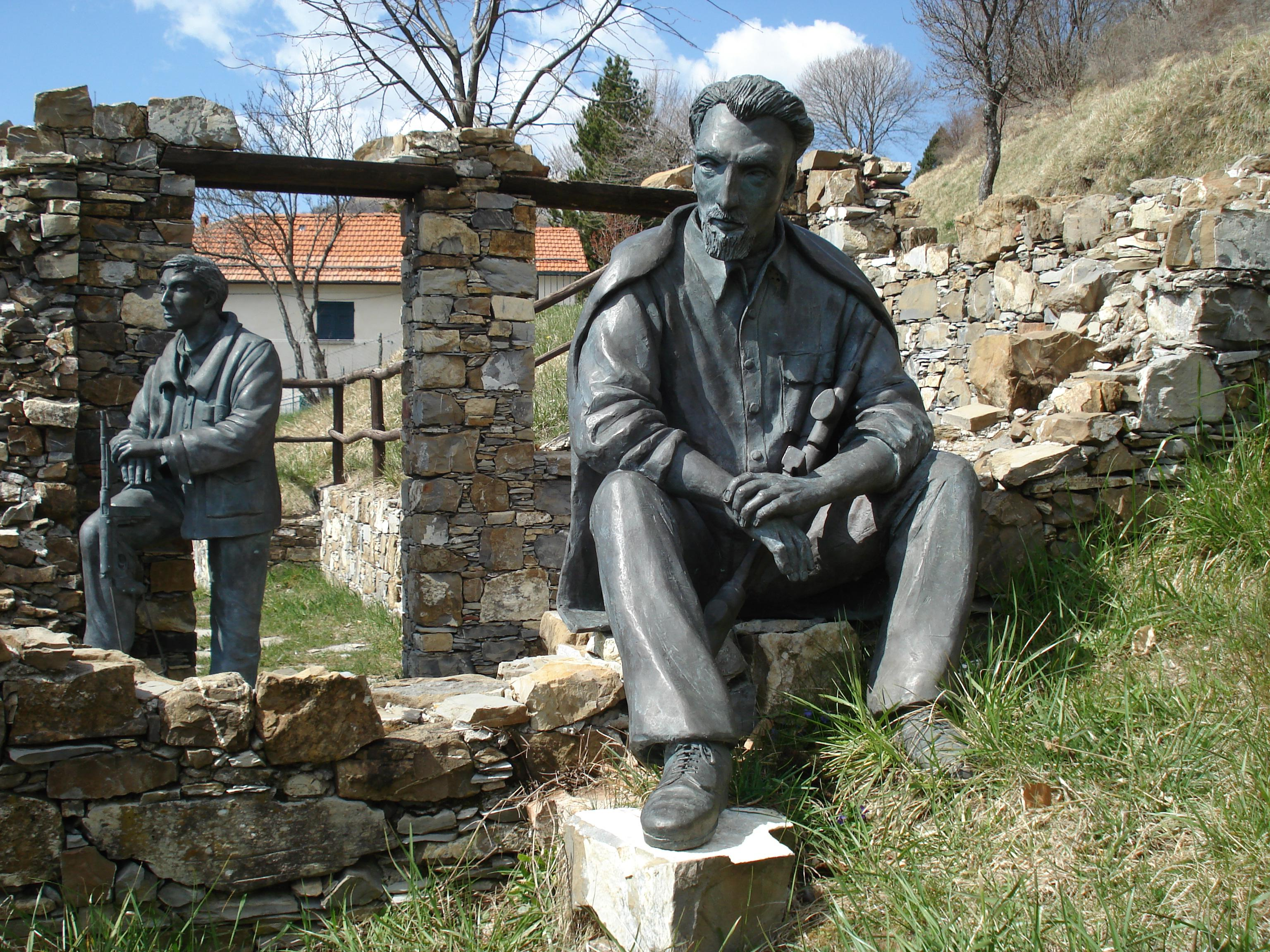
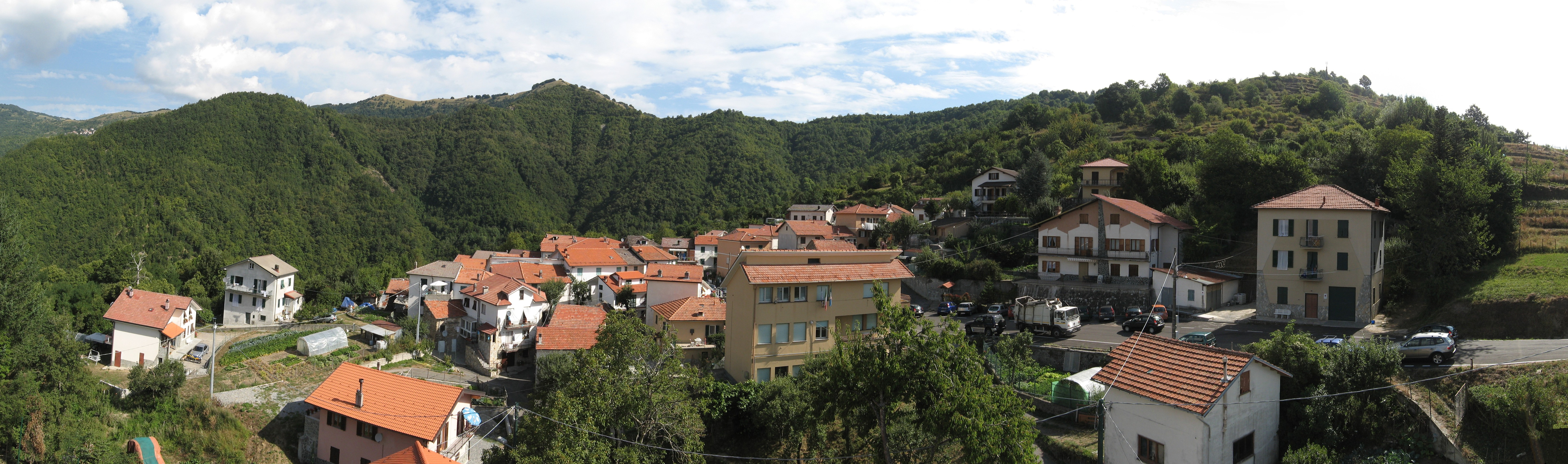
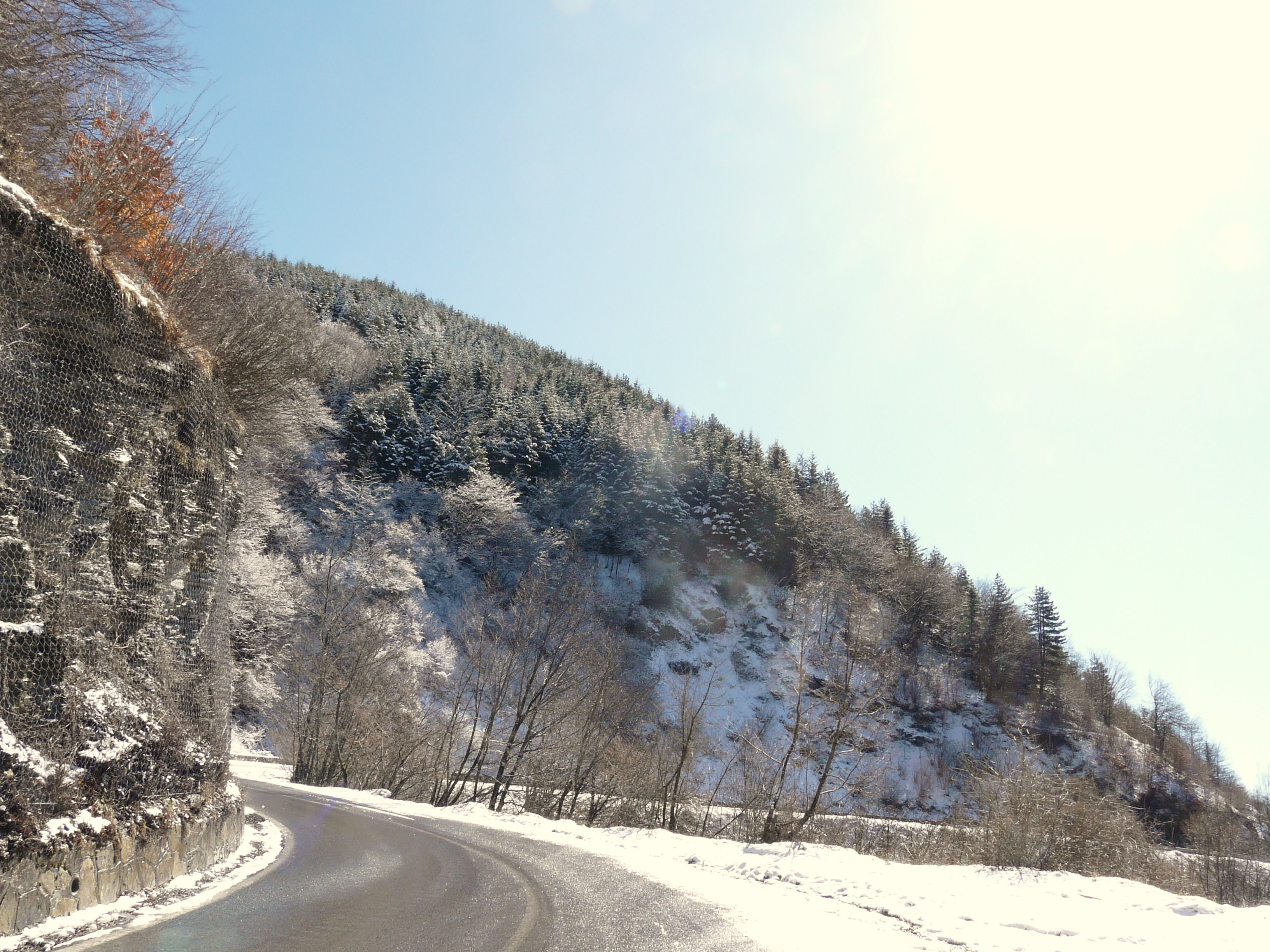
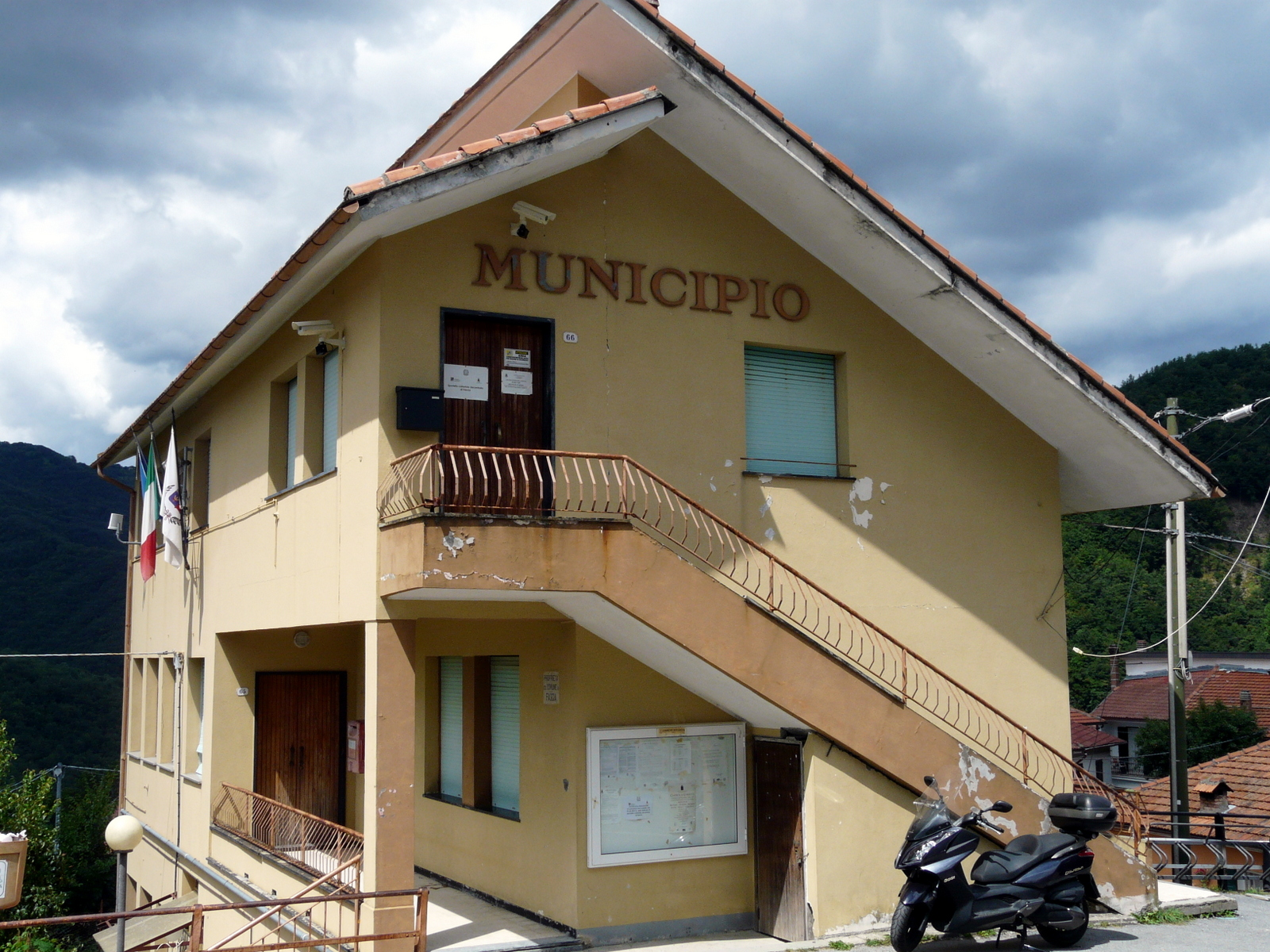